# Nationaal Park Schwarzwald
Het Nationaal Park Schwarzwald (Duits: Nationalpark Schwarzwald) is een Duits nationaal park dat in 2014 werd opgericht.
Het park is 101 km² groot en ligt in het noordelijke Zwarte Woud tussen de Schwarzwaldhochstraße en het dal van de Murg. Het gebied bestaat uit twee afzonderlijke delen: een rond Ruhestein en de Schliffkopf en een rond Plättig en de Hoher Ochsenkopf (met de Hornisgrinde). In het park liggen verschillende meren, waaronder de Wildsee.

## Afbeeldingen

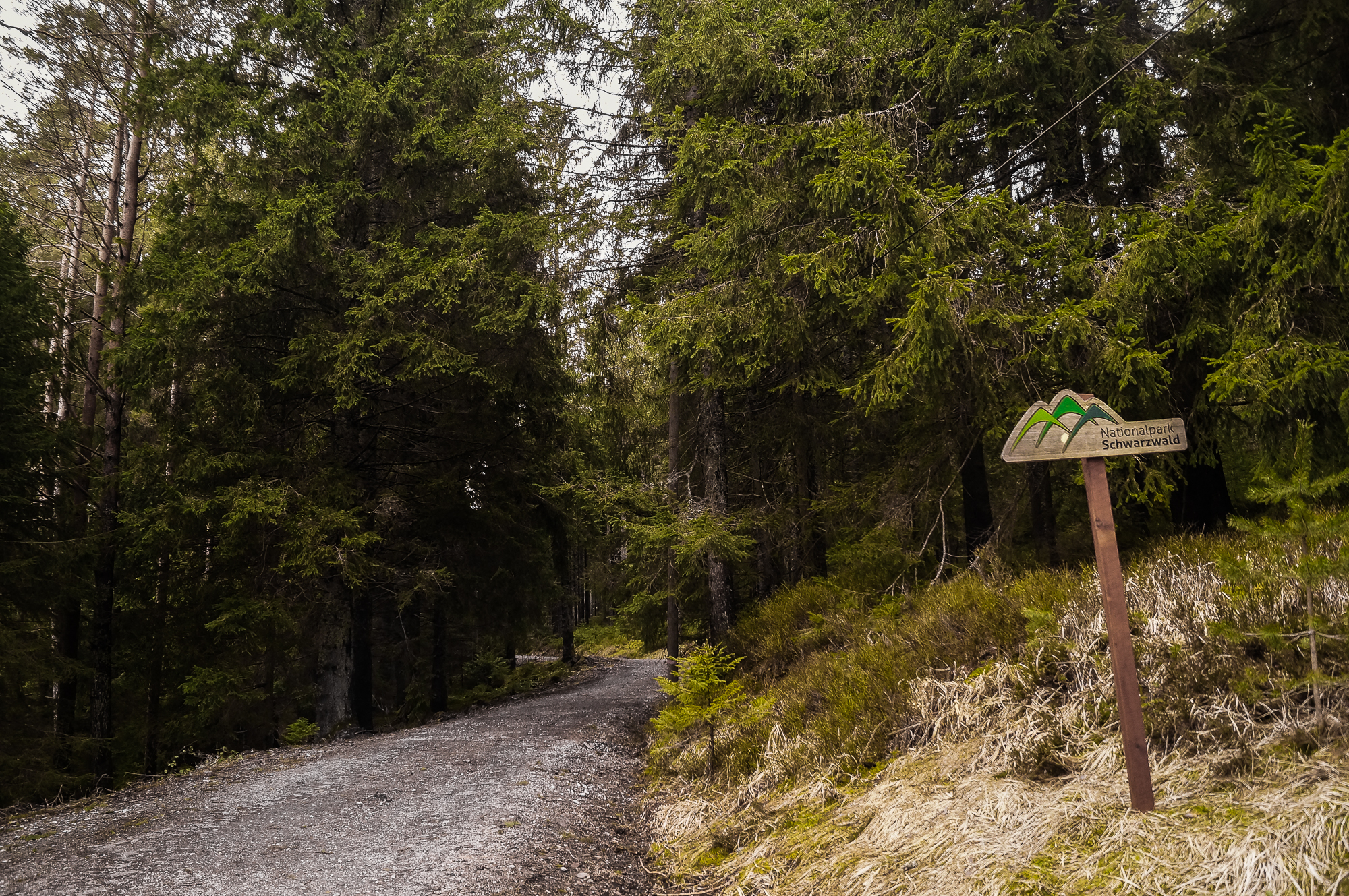
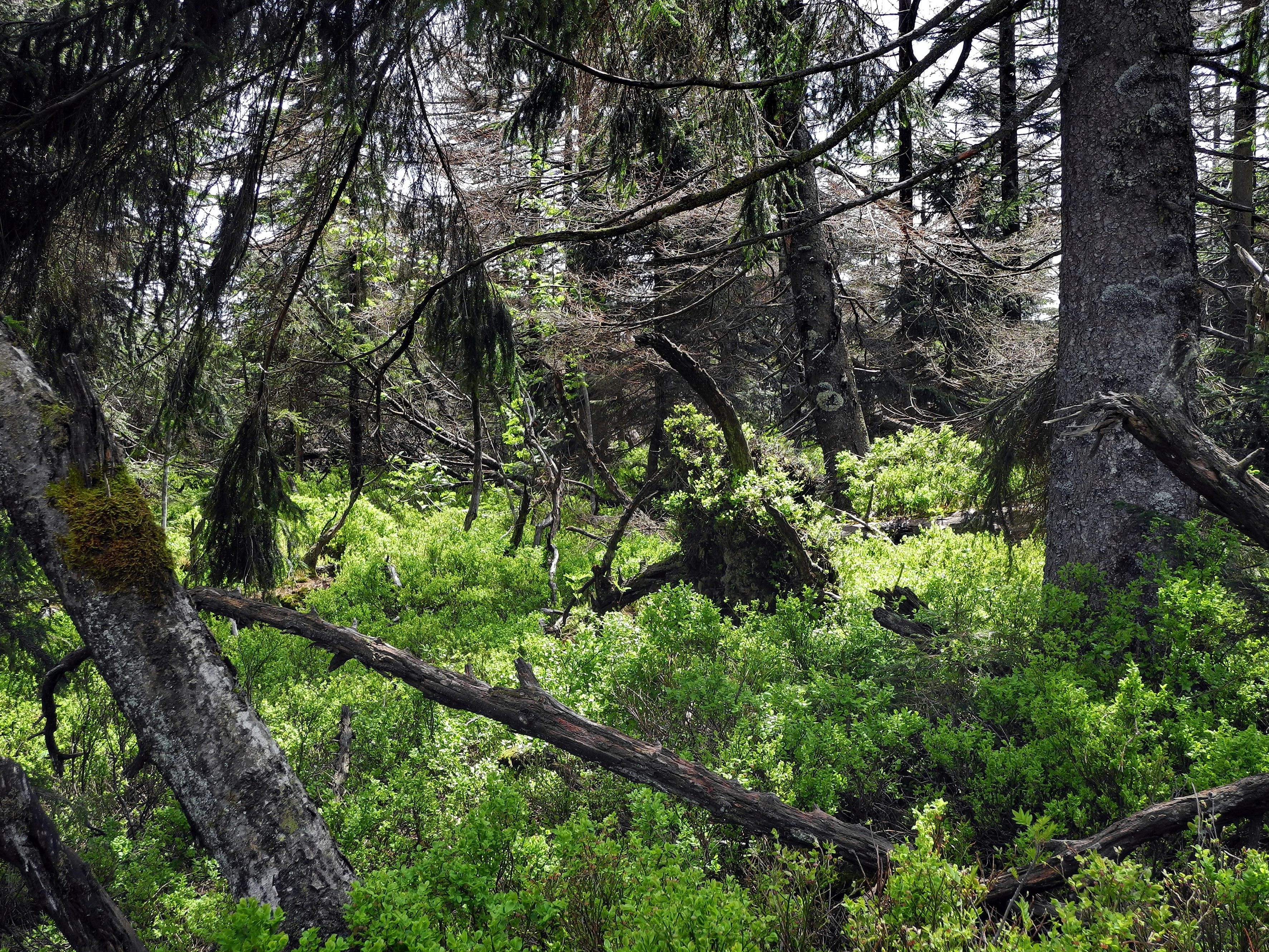
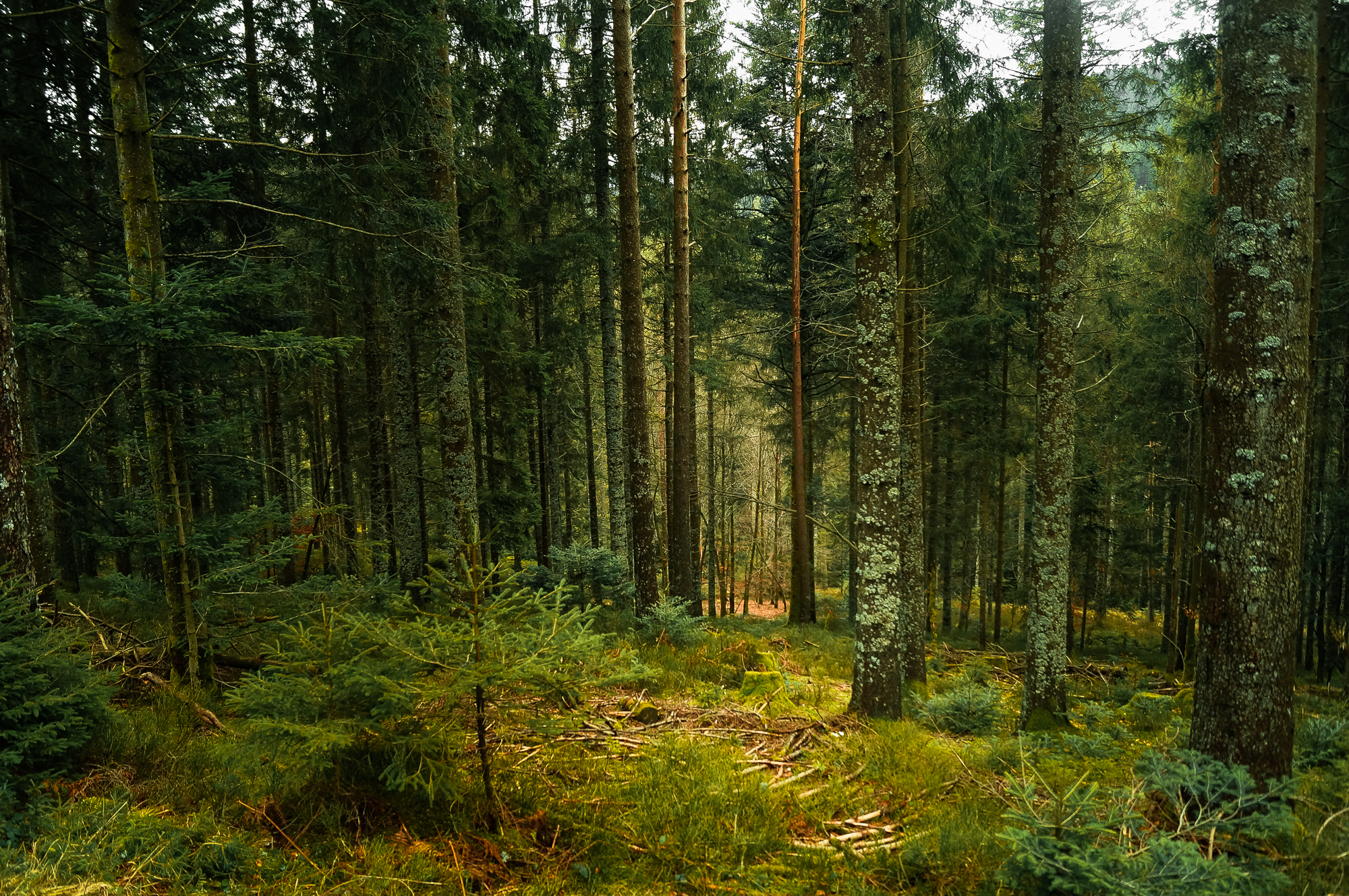
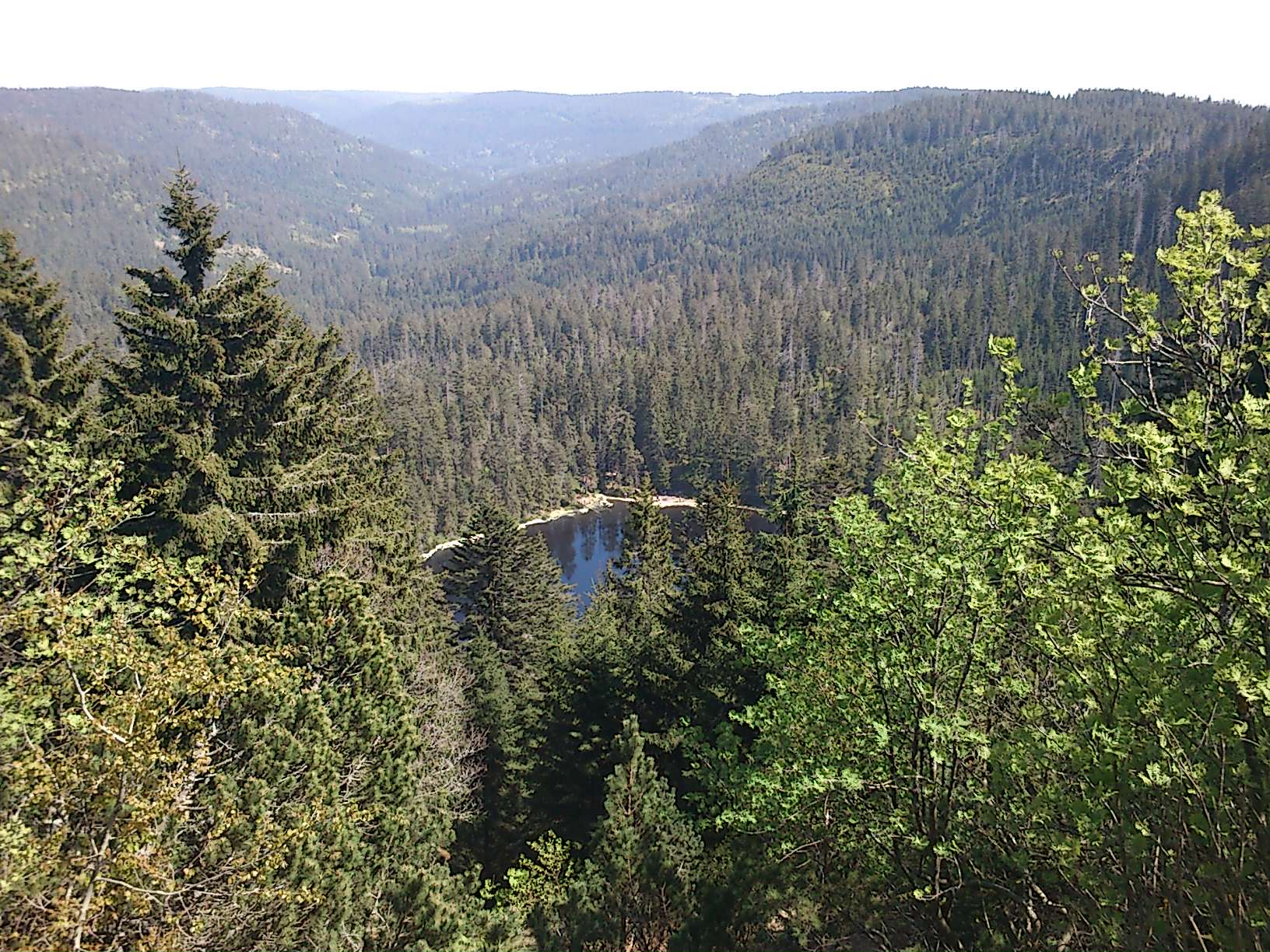
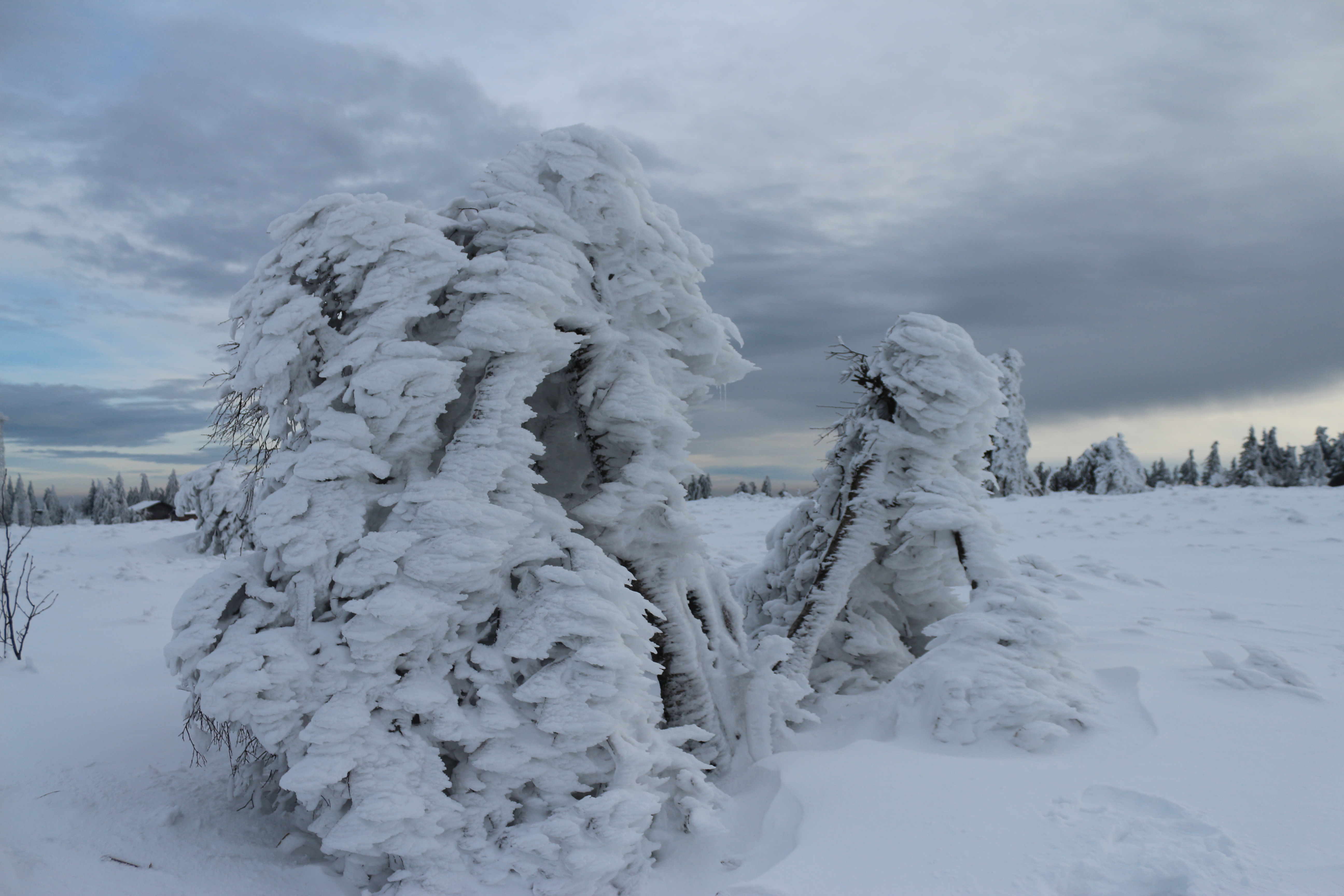
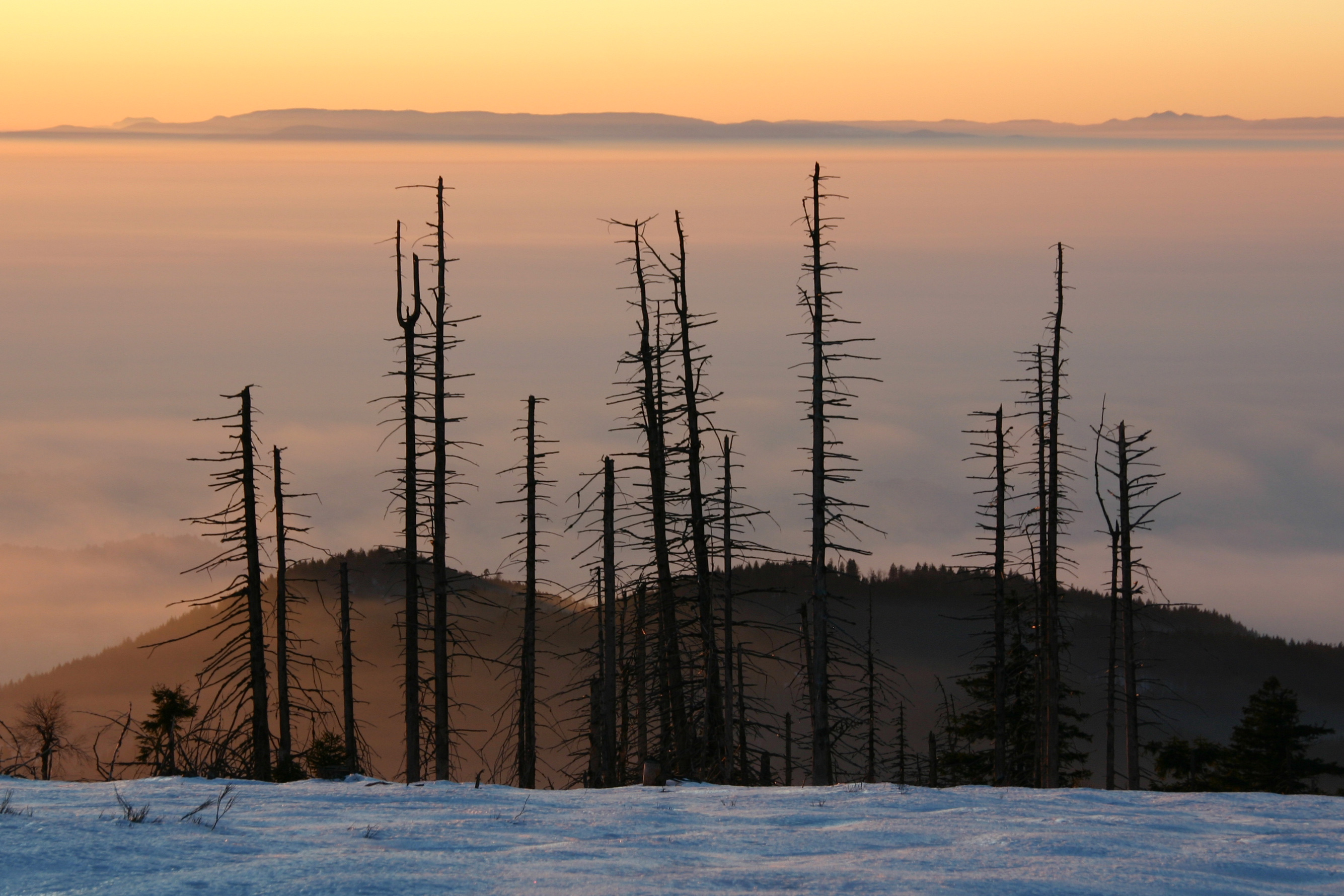

## Weblink
- (de)  Officiële website
- video nationaal park

Bayerischer Wald ·
Berchtesgaden ·
Eifel ·
Hainich ·
Hamburgisches Wattenmeer ·
Harz ·
Hunsrück-Hochwald ·
Jasmund ·
Kellerwald-Edersee ·
Müritz ·
Niedersächsisches Wattenmeer ·
Sächsische Schweiz ·
Schleswig-Holsteinisches Wattenmeer ·
Schwarzwald ·
Unteres Odertal ·
Vorpommersche Boddenlandschaft